# Corse (ferry de 1966)
Pour les articles homonymes, voir Corse (homonymie).
Le Corse est un ferry construit de 1965 à 1966 aux Chantiers de l'Atlantique à Saint-Nazaire pour la Compagnie générale transatlantique. Mis en service en juin 1966, il est principalement employé en période estivale sur les traversées de jour entre Nice et la Corse avec son jumeau le Comté de Nice. Transféré successivement à la Compagnie générale transméditerranéenne en 1969 puis à la SNCM en 1976, le navire continue de desservir la Corse jusqu'à son remplacement par l‘Estérel en 1981. Revendu en Grèce à l'armateur Stability Maritime, il est rebaptisé Golden Vergina (Γκόλντεν Βεργίνα, Nkólnten Vergína) et affecté à une liaison reliant l'Italie, la Grèce et Israël. Cédé en 1988 à la compagnie Agapitos, il est positionné sur la desserte des Cyclades et des îles d'Égée-Septentrionale au départ du Pirée. À la suite du rachat d'Agapitos par l'armateur Minoan Flying Dolphins, le navire est transféré en 1999 au sein de la compagnie Hellas Ferries et rebaptisé à l'occasion Express Samina (Εξπρές Σαμίνα, Exprés Samína). Sa carrière se termine tragiquement dans la soirée du 26 septembre 2000 lorsqu'il fait naufrage au large de Parikiá après être entré en collision avec un îlot du récif des Portes, par vent violent, alors qu'il achevait une traversée entre Le Pirée et l'île de Paros, provoquant la mort de 82 personnes.

## Histoire

### Origines et construction
Au début des années 1960, le trafic maritime entre le continent et la Corse enregistre une hausse constante. Majoritairement concentrée sur les trois mois d'été en raison du tourisme estival, cette augmentation se caractérise par la demande croissante des passagers accompagnés d'un véhicule. Cette tendance pose alors problème à la Compagnie générale transatlantique qui constate une inévitable saturation, et ce malgré la mise en service du ferry Napoléon en 1960 et le renfort estival des paquebots habituellement affectés sur le Maghreb. Face à cette situation, la Transat se voit contrainte de se doter de moyens supplémentaires à court terme. À l'issue de deux études menées en 1962 et en 1963, il est estimé que quatre car-ferries dotés d'une capacité importante et d'une vitesse élevée seront nécessaires afin de pouvoir proposer un nombre plus élevé de traversées dans l'optique de faire face aux prévisions d'une augmentation massive de la demande à l'horizon 1967-1968. En 1964, le futur plan de flotte est validé, deux car-ferries de configuration jour/nuit seront positionnés essentiellement depuis Marseille tandis que deux car-ferries de jours seront basés à Nice en été et employés en tant que cargos le reste de l'année sur l'Afrique du Nord.
Peu de temps après avoir engagé la conception du second car-ferry, la Transat poursuit le programme de rénovation de la flotte avec la définition des navires de jour. Essentiellement conçus autour de leur garage, celui-ci s'étend sur deux entreponts complets divisés transversalement en trois parties en raison de l'installation de car-decks fixes suspendus. Ceux-ci sont toutefois démontables en prévision de l'emploi des navires sur les lignes vers l'Afrique du Nord sur lesquelles la Transat envisage l'utilisation de l'intégralité de la surface du garage pour transporter du fret. Entre ces car-decks latéraux, des plates-formes amovibles sont également présentes, ce qui permet de remplacer les camions par deux files de voitures. L'appareil propulsif, similaire à celui choisi pour le futur Fred Scamaroni, est néanmoins simplifié, notamment avec le passage de quatre moteurs à deux plus puissants installés dans un compartiment machine nettement plus dégagé, permettant d'y installer quatre groupes électrogènes indépendants. Autre nouveauté, le gouvernail axial unique est remplacé par deux safrans latéraux. Contrairement au Napoléon et à l'instar du Fred Scamaroni, les futurs navires seront équipés en plus de l'accès arrière, d'une porte axiale avant disposant d'une étrave mobile et de nombreuses portières sur les flancs. Afin d'assurer un maximum de rotations depuis Nice en saison, ces derniers devront être capables d'atteindre au minimum une vitesse de 20,5 nœuds. Les ports de Nice et Calvi étant distants de seulement 95 miles, la Transat souhaite naturellement que ceux-ci soient reliés. Cependant, à l'instar de la plupart des ports insulaires, celui de Calvi ne dispose à cette époque que d'infrastructures restreintes, ce qui risquerait d'avoir des répercussions sur la longueur des navires, or, un aller-retour quotidien nécessite une vitesse suffisante conditionnée par le rapport entre la longueur du navire et la puissance de l'appareil propulsif. Cette problématique sera toutefois rapidement résolue grâce à des travaux d'aménagement du port de Calvi, ainsi, une longueur proche de 120 mètres peut être envisagée, pour une puissance de 18 000 chevaux et une vitesse de 22 nœuds en service, permettant de rallier Nice en 5h10 seulement. Prévus pour être essentiellement employés sur des traversées de jour, les installations se composent ainsi uniquement de fauteuils en 1re et 2e classe et de sièges sur les ponts extérieurs en 4e classe. La configuration de ces navires se caractérise également par l'absence de structure de restauration classique au profit d'un système de restauration simplifié avec plateaux-repas et buffets. Les horaires envisagés, pour une desserte en priorité sur Calvi, sont établis afin de permettre la correspondance avec les trains auto-couchettes de la SNCF de la ligne Paris - Nice. Afin d'assurer les plus courtes escales possibles, il est prévu que les chargements des véhicules, des colis postaux ou des soutes frigorifiques s'effectuent simultanément.
Pour une mise en service simultanée, la construction de ces deux navires sera confiée à deux chantiers navals différents. Le Corse sera construit par les Chantiers de l'Atlantique de Saint-Nazaire tandis que son sister-ship, le Provence (rebaptisé plus tard Comté de Nice), sera construit aux Chantiers et Ateliers de Provence à Port-de-Bouc. Mis sur cale le 27 septembre 1965, le Corse est lancé le 21 janvier 1966. Le navire sort le lendemain de la forme Jean Bart, afin d'être achevé au quai d'armement de Méan. Les essais à la mer se déroulent du 31 mai au 3 juin 1966, durant lesquels la vitesse de 22,6 nœuds est atteinte.

### Service

#### Compagnie générale transatlantique (1966-1969)
Le 4 juin 1966, le Corse est baptisé à Saint-Nazaire en présence de sa marraine, Mme Bettencourt, épouse du secrétaire d'État aux transports. Quelques jours plus tard, le 12 juin, le navire quitte Saint-Nazaire à 10h42 pour rejoindre Marseille, où il arrive le 15 juin à 20h00. Après avoir gagné la Corse à vide, il appareille d'Ajaccio dans la soirée du 22 juin avec à son bord 37 passagers et 12 voitures, et arrive pour la première fois à Nice le lendemain,. Il prend ensuite la cadence des rotations accélérées dès le 24 juin, principalement à destination de Calvi. Cette première traversée au départ de Nice inaugure le service ferroviaire Paris - Nice - Corse. Le Corse sera rejoint environ un mois plus tard, le 30 juillet, par son jumeau le Comté de Nice, permettant d'atteindre la cadence envisagée entre Nice et la Corse. Au cours de cette saison 1966, le 29 août, alors que le navire est en approche de Nice en provenance de Calvi, l'équipage aperçoit des fusées de détresse tirées par le yacht anglais Thelma IV, en avarie machine depuis deux jours. Le Corse prend alors le yacht remorque à faible vitesse avant qu'une vedette de la Gendarmerie nationale ne prenne le relais au niveau du Cap Ferrat, à 1h30.
À l'issue de la saison estivale, le navire et son jumeau sont employés en tant que cargos vers l'Algérie. À cet effet, le Corse réalise sa première escale dans la capitale algérienne le 9 octobre. Une réception est donnée à bord pour l'occasion, en présence de l'Ambassade et du Consulat de France et de ministres algériens. Le Corse et le Comté de Nice seront exploités vers l'Afrique du Nord chaque hiver au début de leur carrière avant que cette utilisation ne soit finalement abandonnée dans les années 1970.
En 1967, à l'occasion d'un arrêt technique de garantie, quelques modifications sont effectuées à bord du Corse. Le salon fauteuil situé sur le pont supérieur est agrandi, tous les bancs extérieurs situés sous les bâches sont attribués à la 4e classe, qui passe ainsi de 180 à 356 places assises, et les locaux de l'équipage sont modifiés. À la suite également d'un incident survenu sur le Comté de Nice, qui connaîtra par ailleurs des transformations similaires, les systèmes de verrouillage du casque d'étrave sont renforcés.

#### CGTM (1969-1976)
En 1969, la Compagnie générale transatlantique décide de fusionner ses services méditerranéens avec la Compagnie de navigation mixte. À l'instar de la plupart des navires de la Transat naviguant en Méditerranée, le Corse est transféré le 1er juillet au sein d'une nouvelle entité baptisée Compagnie générale transméditerranéenne (CGTM). À l'occasion, les cheminées rouges et noires du navire se voient parées d'une bande blanche.
Le 29 octobre 1971, après avoir appareillé la veille de Marseille pour Oran, l'équipage reçoit à 10h30 une demande d'assistance médicale de la part du navire Alkorn, signalant qu'un homme est gravement brûlé à bord. Ayant un médecin à son bord, le Corse est alors en mesure de prendre en charge le blessé. À 12h41, le navire atteint la position de l’Alkorn qui déborde une embarcation afin de transférer le blessé qui est embarqué par une des portières. Il sera hospitalisé dès l’arrivée à Oran.

#### SNCM (1976-1981)

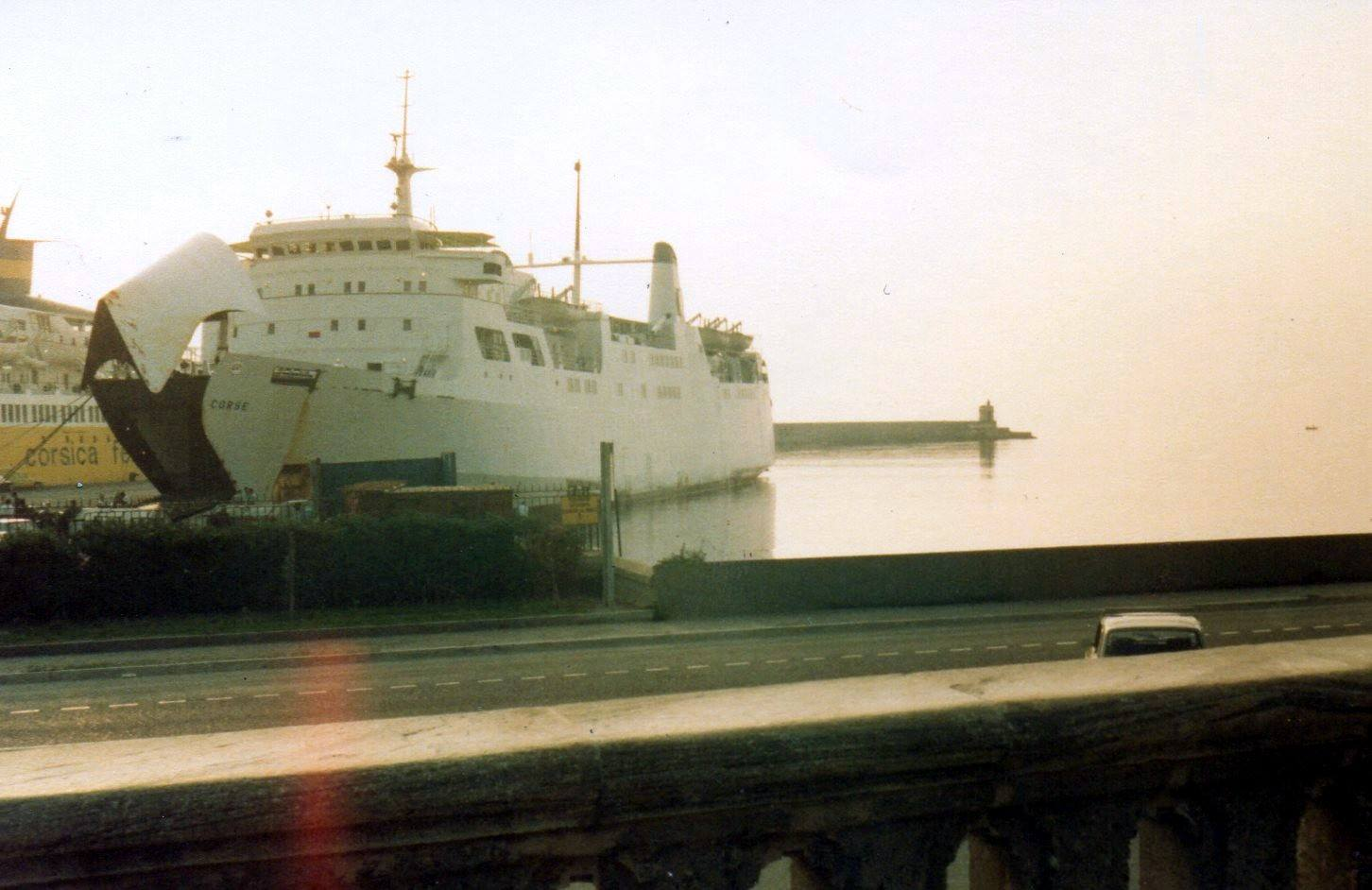
Le Corse dans le port de Bastia en 1980

En 1976, dans le cadre de la mise en place de la continuité territoriale, la CGTM est nationalisée et devient la Société nationale maritime Corse-Méditerranée (SNCM). Tout comme les autres unités de la CGTM, le Corse est transféré le 16 mars au sein de la flotte du nouvel armement.
À la fin des années 1970, en adéquation avec le programme de renouvellement de la flotte décidé au début de la décennie, la SNCM commence à se pencher sur le remplacement des jumeaux Corse et Comté de Nice dont l'échéance avait été fixée à l'horizon 1982. Malgré des performances toujours satisfaisantes, les deux navires sont cependant jugés peu confortables. Dans une lettre commune des ministres des transports et du budget, datant du 18 juin 1979, la SNCM est invitée à engager la construction d'un nouveau car-ferry gros porteur destiné à remplacer le Corse. La commande est passée le 16 juillet 1979 avec l'aval des instances de l'État. La mise en service de cette nouvelle unité est alors prévue pour l'année 1981,.
À l'issue de la saison estivale 1980, le Corse achève sa dernière traversée pour le compte de la SNCM le 3 octobre puis est désarmé à Marseille. À l'occasion de son retrait des lignes de la continuité territoriale, la compagnie envisage un temps de le conserver afin de l'employer sur une liaison entre la Corse et l'Italie, mais le projet n'aboutit pas. Supplanté au sein de la flotte en mai 1981 par le nouvel Estérel, plus imposant, plus rapide, mais avant tout plus capacitaire, le Corse est vendu le 12 novembre à l'armateur Stability Maritime Universal River Inc basé au Liberia.

#### Stability Maritime/Agapitos/Hellas Ferries (1981-2000)

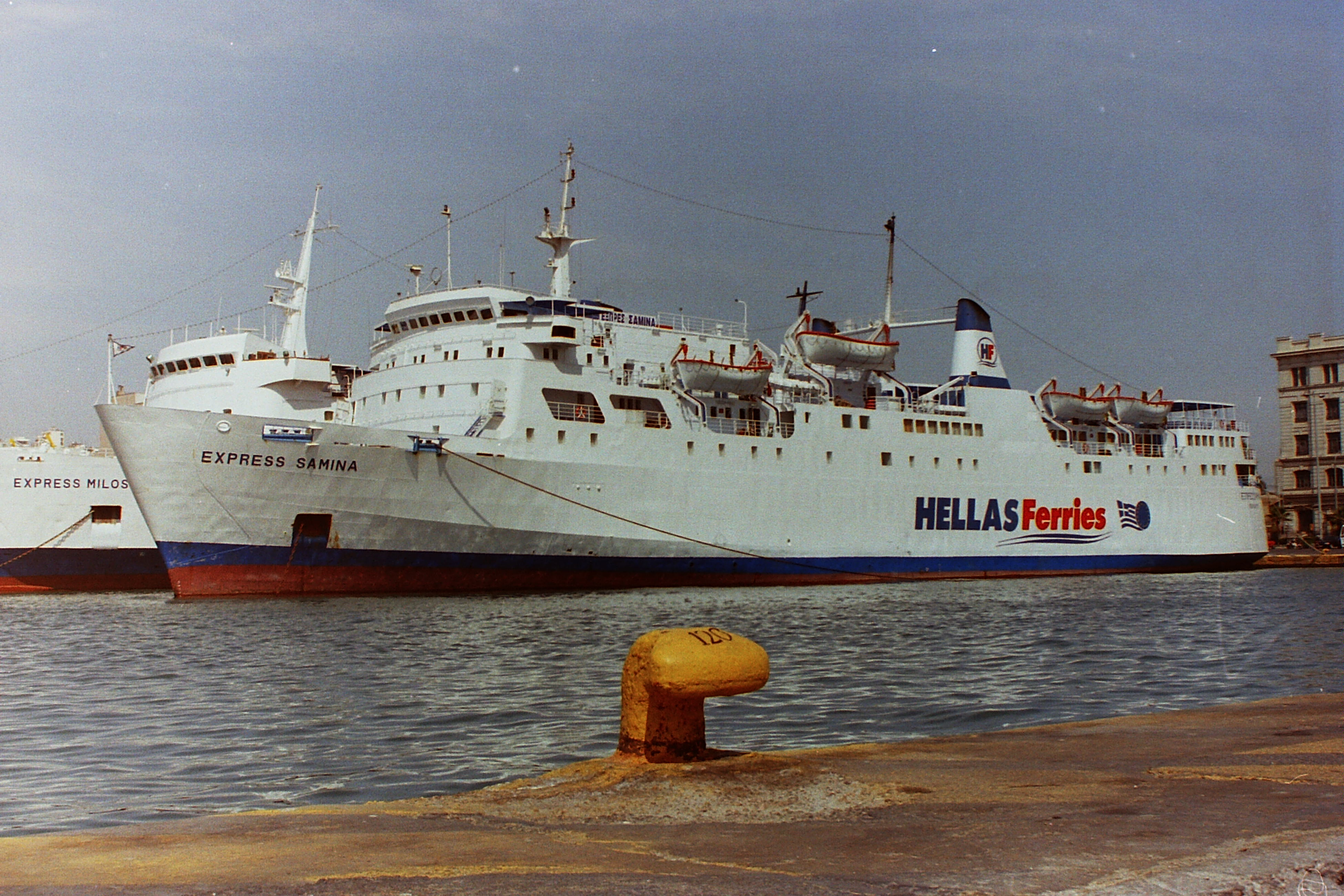
L‘Express Samina photographié dans le port du Pirée peu avant son naufrage.

Rebaptisé Golden Vergina et enregistré sous pavillon grec, le navire quitte définitivement Marseille le 13 décembre 1981 à 10h30 afin de rejoindre la Grèce. Arrivé à destination, il subit quelques transformations puis est mis en service dans le courant de l'année 1982 sur une ligne reliant l'Italie, la Grèce et Israël. Cette ligne sera cependant interrompue deux ans plus tard, en 1984, ce qui entraînera l'immobilisation du navire.
Après avoir été désarmé durant quatre ans, le Golden Vergina est racheté en 1988 par la compagnie Agapitos qui l'emploie sur la desserte des archipels des Cyclades et d'Égée-Septentrionale, en particulier les îles de Paros, d'Ikaria et de Samos. En 1989, la compagnie Agapitos fera l'acquisition de son sister-ship l'ex-Comté de Nice, naviguant sous le nom de Naïas II depuis sa vente par la SNCM en 1983. Le navire ne sera cependant pas exploité sur la même ligne que son jumeau et sera essentiellement affecté à la desserte des Cyclades.
En 1998, dans le cadre d'un projet de constitution d'un armement unique en mer Égée, les actifs et la flotte d'Agapitos Lines sont rachetés par l'armateur Mionan Flying Dolphins. Le Golden Vergina, de même que les autres navires d'Agapitos, est transféré sous les couleurs de la nouvelle compagnie Hellas Ferries à la fin de l'année 1999. Rebaptisé Express Samina en janvier 2000, il reprend ses traversées vers les îles de la mer Égée après avoir bénéficié d'importantes transformations au cours desquelles des cabines privatives ont notamment été aménagées sur le pont principal.

### Naufrage

#### Déroulement

Lieu de la collision sur l'itinéraire initial de lExpress Samina

Le 26 septembre 2000, l’Express Samina, sous les ordres du commandant Vassilis Giannakis appareille du Pirée avec, à son bord, 473 passagers et 61 membres d'équipage. Le navire réalise une traversée sur son itinéraire habituel à destination de plusieurs îles de la mer Égée, notamment Paros, Naxos et Patmos. Vers 22h00, l‘Express Samina, sous pilote automatique, est en approche de sa première escale, Parikiá sur l'île de Paros, cependant, cette nuit du 26 au 27 septembre s'avère difficile, un vent de force 8 sur l'échelle de Beaufort fait rage ce soir là. Afin de compenser l'effet du roulis, l'équipage fait déployer les stabilisateurs, mais seul l'aileron tribord se déploie, avec pour conséquences de faire dévier légèrement la route du navire de son trajet initial sans que personne s'en aperçoive. Le car-ferry navigue toujours, de plus, sous pilote automatique sans qu'aucun membre de l'équipage ni l'officier de quart ne surveille la navigation. Vers 22h12 l’Express Samina, lancé à 18 nœuds, heurte violemment sur tribord le récif des Portes, à deux milles du port de Parikiá. La collision ébranle le navire et fait se rabattre le stabilisateur tribord contre la coque, occasionnant une voie d'eau au niveau de la salle des machines. Le destin du navire est scellé en raison de l'ouverture de neuf portes étanches sur les onze que compte le car-ferry. Un appel de détresse est immédiatement lancé, auquel répondent les autorités du port et le croiseur britannique HMS Liverpool se trouvant à proximité. À 22h15 l‘Express Samina commence à gîter de 5° sur tribord, les membres de l'équipage abandonnent le navire, laissant les passagers livrés à eux-mêmes et les générateurs électriques, situés au niveau de la brèche, cessent de fonctionner, plongeant le bâtiment dans le noir. À 22h25, la gîte atteint 14° et l'eau commence à s'engouffrer à travers une autre brèche de 6 mètres située au niveau du deuxième pont garage, accélérant de ce fait le naufrage. À 22h29, le navire gîte de 23°, les conditions difficiles rendent presque impossible l'utilisation des dispositifs de sauvetage, les passagers ne savent pas comment mettre à l'eau les embarcations de sauvetage et les radeaux de survie s'envolent à cause du vent. Finalement, seules trois des huit embarcations de sauvetages seront débordées. À 22h50, l‘Express Samina est complètement couché sur le flanc, il disparaît finalement à 23h02. Les secours arrivent peu après sur les lieux de la catastrophe, ils parviennent à sauver plusieurs passagers. Toute la nuit, des navires de pêche et de plaisance tirent des naufragés de l'eau ainsi que de nombreux corps sans vie. 82 personnes sont décédées dans la catastrophe. Le fait qu'une partie de l'équipage n'ait pas aidé les passagers à évacuer le navire et ait usé en priorité pour lui-même des canots de sauvetage a contribué au nombre de ces décès.

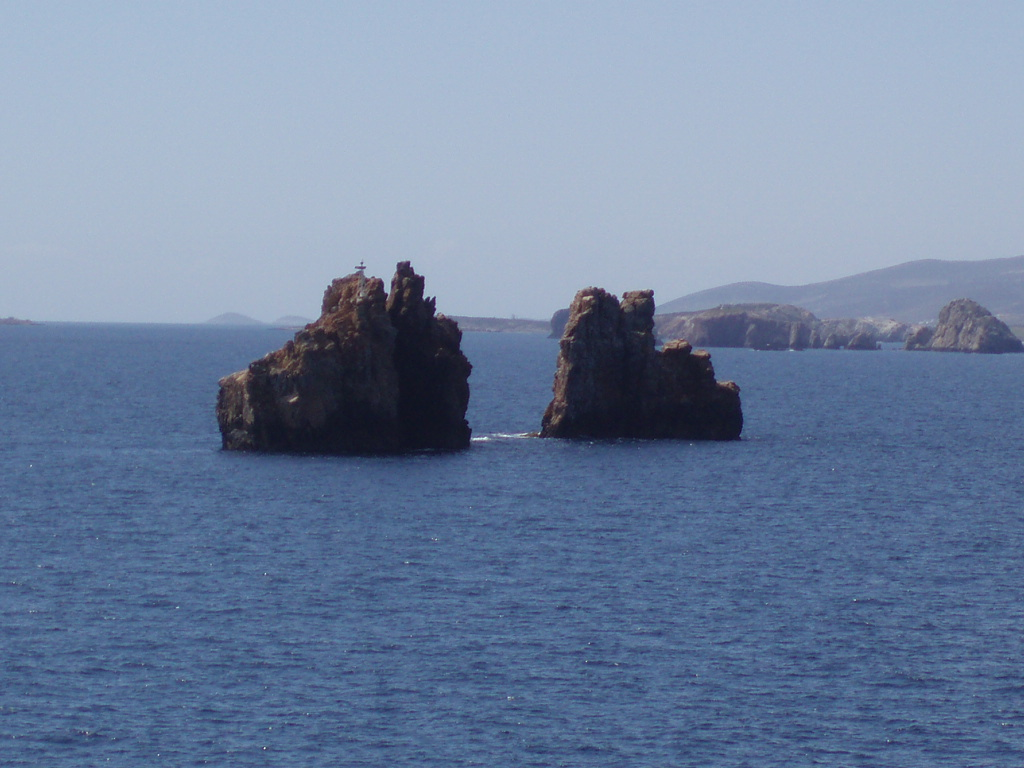
Le récif des Portes, où le navire a fait naufrage.

L'épave gît par 38 mètres de fond, tous les corps ont pu être récupérés sauf sept, introuvables.

#### Conséquences
Le naufrage de l‘Express Samina fut une tragédie nationale pour la Grèce et a bouleversé le pays tout entier.
Au cours des opérations de sauvetage pendant la nuit du naufrage, le capitaine du port de Parikiá, Dimitris Malamas, est pris d'un malaise et est foudroyé par une crise cardiaque, due à l'inquiétude et au stress qui le mine.
Après cette catastrophe, la loi grecque imposera aux compagnie le retrait des car-ferries de plus de 30 ans. Jusqu'alors, l'âge de retrait des navires était de 35 ans. Malgré tout, de nombreuses compagnies grecques continuent d'exploiter des bateaux de plus de 30 ans, mais ceux-ci sont régulièrement soumis à des contrôles techniques minutieux. Un équivalent maritime du système des boîtes noires est également imposé par la convention SOLAS à partir du 1er juillet 2002.
Le 29 novembre 2000, trois jours après la catastrophe, Pandelis Sfinias, vice-président de la compagnie Minoan Flying Dolphins l'armateur, en dépression nerveuse, se suicide à la suite de cette catastrophe en sautant par la fenêtre de son bureau situé au sixième étage des locaux de la compagnie. Il fut accusé de négligence par de nombreux médias grecs, qui étaient focalisés sur lui. L'autopsie de son corps révèlera la présence d'alcool et d'antidépresseurs au moment de sa mort.
En juillet 2005, devant un tribunal maritime grec, plusieurs sentences sont prononcées à l'encontre de cinq membres de l'équipage. Le premier officier Tassos Psychoyios de quart cette nuit là, est condamné à 19 ans de prison, le commandant du navire Vassilis Giannakis écope de 16 ans. L'officier de quart Psychoyios n'étant pas à son poste de surveillance à la passerelle cette nuit là, regardait un match de football à la télévision (Hamburg SV - Panathinaikos 0-1, première phase de poule de Champions League, saison 2000-01) , alors que le navire se dirigeait droit vers les rochers des Portes. Trois autres membres de l'équipage seront condamnés à des peines allant de 15 mois à huit ans de prison pour avoir déserté le navire au moment de l'évacuation sans l'accord du commandant.
Aujourd'hui encore, l'épave du navire, gisant par 38 mètres de fond, suscite toujours de l'inquiétude en raison des hydrocarbures présents dans ses soutes. La crainte que ces substances soient un jour libérées par des fuites, est principalement due au fait que l'épave tend à rapidement se désagréger comme en témoignent des vidéos prises par des personnes plongeant sur le site et montrant notamment les ponts-garages éventrés. En juillet 2020, près de vingt ans après la catastrophe, les autorités grecques annoncent réfléchir à la mise en place d'une opération visant à enlever l'épave.

## Aménagements
À sa mise en service, le Corse proposait, comme son sister-ship le Comté de Nice, 924 places assises en 1re et 2e classe en salons fauteuils pullman, un bar-buffet, un bar avec piste de danse, et une boutique. Des films étaient projetés par télé-cinéma dans les salons pullman sur plusieurs écrans de télévision installés au plafond. Les 4e classe pouvaient profiter d'une buvette sur le pont. Des plateaux repas étaient en vente dans tout le bateau. Au début de sa carrière, durant la basse saison, le Corse était employé entre Marseille et l'Algérie. À cet effet, à chaque arrêt technique d'après la belle saison, le navire était reconditionné avec l'aménagement de dortoirs équipés de couchettes superposées.
Conçu pour être essentiellement employé sur des traversées de jour, le navire ne comportait initialement pas de cabines. En janvier 2000 cependant, à l'occasion de son passage sous les couleurs d'Hellas Ferries, l’Express Samina se voit équipé de 79 cabines privatives pour un total de 256 places en couchettes.

## Caractéristiques
Le Corse mesurait 115 mètres de longueur pour 18,10 mètres de large. Son tonnage initial était de 4 455 UMS avant d'être porté à 4 555 UMS en 1967 puis finalement à 6 712 UMS en 2000. Le navire avait une capacité de 1 408 passagers et était pourvu d'un garage pouvant contenir 215 véhicules répartis sur deux ponts. Le garage était accessible par deux portes rampes, une à la proue de 2,80 mètres de large et quatre mètres de haut et une à l'arrière de trois mètres de large et quatre mètres de haut. Plusieurs portes complémentaires étaient également situées sur les flancs. La propulsion du navire était assurée par deux moteurs diesel Pielstick 16PC2V, 16 cylindres en V, et développant une capacité de 10 945 kW (environ 14 900 chevaux) entraînant deux hélices ACN à pas variables faisant filer le bâtiment à 21,5 nœuds. Le Corse était aussi doté d'un propulseur d'étrave Pleuger de 500 chevaux et de deux  stabilisateurs anti-roulis à ailerons repliables Denny Brown AEG. Le navire disposait de six embarcations de sauvetage motorisées de taille moyenne.

## Lignes desservies
Lors de ses services successifs aux Compagnie générale transatlantique, CGTM et SNCM de 1966 à 1980, le Corse était affecté durant les périodes estivales à des traversées de jour à destination de la Corse au départ de Nice, essentiellement vers Calvi et L'Île-Rousse mais aussi vers Bastia et Ajaccio. Le navire effectuait également des rotations occasionnelles depuis Toulon ou Marseille. Jusqu'au début des années 1970, le Corse était employé l'hiver en tant que cargo vers l'Algérie entre Marseille et les ports d'Alger, Skikda et Oran.
Pour le compte de l'armateur Stability Maritime, le navire, rebaptisé Golden Vergina a navigué entre 1982 et 1984 entre l'Italie, la Grèce et Israël sur la ligne Brindisi - Le Pirée - Haïfa.
De 1988 jusqu'à son naufrage en 2000, le navire était employé en mer Égée par la compagnie Agapitos Lines puis par Hellas Ferries et desservait depuis Le Pirée différentes îles des archipels des Cyclades, d'Égée-Septentrionale et du Dodécanèse, notamment Paros, Naxos, Ikaria, Fourni, Samos, Patmos et Lipsí.